# Piesarthrius brevicornis
Piesarthrius brevicornis är en skalbaggsart som beskrevs av Aurivillius 1917. Piesarthrius brevicornis ingår i släktet Piesarthrius och familjen långhorningar. Inga underarter finns listade i Catalogue of Life.